# Олсон, Оливия
Оли́вия Роуз О́лсон (англ. Olivia Rose Olson; род. 21 мая 1992, Лос-Анджелес, Калифорния) — американская певица и актриса. Стала известна благодаря роли Джоанны в фильме «Реальная любовь».

## Биография
Олсон родилась и выросла в Лос-Анджелесе, штат Калифорния. Она живёт со своей матерью, братом и отцом — легендарным писателем комедий Мартином Олсоном. Она дебютировала как певица и актриса во многих телевизионных шоу, а также выступала вживую во многих голливудских театрах, включая The Comedy Central Stage, The HBO Theater и The Fake Gallery.
Оливия также озвучивает Ванессу из диснеевского мультсериала «Финес и Ферб» и Марселин в мультсериале «Время приключений».

## Интересные факты
- Ричард Кёртис, создатель фильма «Реальная любовь», в комментариях к фильму сказал:

«Пение Оливии в фильме было настолько прекрасно, что мы боялись, что аудитория не поверит, что десятилетний ребёнок может действительно спеть так хорошо, как она. Нам даже пришлось обучать её петь более правдоподобно.»

- В мультсериале Финес и Ферб Олсон второй раз работала с Томасом Сангстером (правда, на сей раз заочно, поскольку голос Томаса записывался отдельно, в Англии, и они говорили между собой лишь по телефону), и в этот раз его герой, Ферб Флетчер, снова влюблен в её героиню. Этот факт самой Олсон показался довольно забавным[3].
- Когда Пен Уорд искал голос для роли Марселины, он решил взять актрису, озвучивавшую Ванессу Фуфелшмертц, и обратился за справкой к своему знакомому Мартину Олсону, работавшему в сериале Финес и Ферб, не зная, что Оливия, озвучивавшая Ванессу, его дочь[4].

## Фильмография
| Год       |     | Русское название                       | Оригинальное название                                       | Роль                  |
| --------- | --- | -------------------------------------- | ----------------------------------------------------------- | --------------------- |
| 2003      | ф   | Реальная любовь                        | Love Actually                                               | Джоанна Андерсон      |
| 2004      | с   | Шоу Трейси Морган                      | The Tracy Morgan Show                                       | Джулия                |
| 2006      | с   | Зоуи 101                               | Zoey 101                                                    | первая девушка        |
| 2008—2015 | мс  | Финес и Ферб                           | Phineas and Ferb                                            | Ванесса Фуфелшмертц   |
| 2010—2018 | мс  | Время приключений                      | Adventure Time                                              | Марселин              |
| 2011      | мф  | Финес и Ферб: Покорение 2-го измерения | Phineas and Ferb: Across the Second Dimension               | Ванесса Фуфелшмертц   |
| 2012      | ки  | —                                      | Adventure Time: Hey Ice King! Why’d You Steal Our Garbage?! | Марселин              |
| 2013      | ки  | —                                      | Adventure Time: Explore the Dungeon Because I Don’t Know!   | Марселин              |
| 2014      | ки  | —                                      | The Elder Scrolls Online                                    | Элайя Ренмус          |
| 2015      | ки  | —                                      | Adventure Time: Game Wizard                                 | Марселин              |
| 2015      | мс  | Вселенная Стивена                      | Steven Universe                                             | поп-певица            |
| 2015      | ки  | —                                      | Lego Dimensions                                             | Марселин              |
| 2015      | ки  | —                                      | Adventure Time: Finn & Jake Investigations                  | Марселин              |
| 2017      | кор | День красных носов                     | Red Nose Day Actually                                       | Джоанна Андерсон      |
| 2017—2018 | мс  | Закон Мёрфи                            | Milo Murphy’s Law                                           | Ванесса Фуфелшмертц   |
| 2017—2018 | мс  | Суперкрошки                            | The Powerpuff Girls                                         | Блисс                 |
| 2018      | кор | —                                      | Halloween Dance                                             | Ангел                 |
| 2018      | ки  | —                                      | Adventure Time: Pirates of the Enchiridion                  | Марселин              |
| 2019—2020 | мс  | Форсаж: Шпионы-гонщики                 | Fast & Furious Spy Racers                                   | Джан / Пицца Рейв     |
| 2020      | мс  | Робоцып                                | Robot Chicken                                               | Мел / жёлтый рейнджер |
| 2020      | кор | —                                      | Grapefruit                                                  | Грейпфрут             |
| 2020      | мф  | Финес и Ферб: Кендэс против Вселенной  | Phineas and Ferb the Movie: Candace Against the Universe    | Ванесса Фуфелшмертц   |
| 2020      | мс  | Время приключений: Далёкие земли       | Adventure Time: Distant Lands                               | Марселин              |